# 18 Wheels of Steel: Pedal to the Metal
18 Wheels of Steel: Pedal to the Metal (дослівний переклад 18 сталевих коліс: Газ до відмови, у країнах СНД відома під назвою 18 сталевих коліс: Пил доріг) — комп'ютерна гра у жанрі симулятора водія-далекобійника з елементами економічної стратегії. Гра є частиною серії «18 Wheels of Steel». Розроблена чеською компанією SCS Software та видана компанією ValuSoft у світі. Компанія Бука є видавцем гри на території Російської Федерації та України. «18 Wheels of Steel: Pedal to the Metal» — видана 6 вересня 2004 по всьому світі та 4 листопада 2004 року на території Росії. Третя гра в серії «18 Wheels of Steel».

## Ігровий процес
Дія гри відбувається в Америці. На карті гри представлені майже всі великі міста США та невелика частина Канади й Мексики. Дія гри відбувається в трьох режимах: найманий водій, вільний водій, власник компанії. У перший раз можна почати гру тільки «найманим водієм». При цьому машину видасть роботодавець, він же буде займатися її ремонтом та апгрейдом, але при цьому доведеться виконувати замовлення роботодавця, які не є найоптимальнішими за ціною і віддаленістю.
Назбиравши 100 000 віртуальних доларів (для цього необхідно виконати приблизно 7-8 замовлень), гравцеві дається можливість перейти у режим вільного водія. Сто тисяч зароблених грошей підуть на купівлю першої вантажівки, оплату палива та потенційного ремонту, оскільки лагодити машину тепер доведеться власним коштом. Прибуток з одного замовлення в порівнянні з попереднім режимом більший у 2-3 рази. Можна переглядати всі наявні замовлення, проте взяти будь-яке не вийде. Разом з новим режимом включається і система рейтингу - чорна, бронзова, срібна та золота зірки. Рейтинг заробляється якісним виконанням замовлень: вчасно доставлений вантаж та без пошкоджень значно підвищують рейтинг гравця. Чим вищий рейтинг, тим вигідніші замовлення стають доступні до виконання. Також з'являється можливість брати гроші в позику.
За рейтингу «срібна зірка» з'являється можливість перейти в режим «власник компанії». Можна продовжувати виконувати замовлення самостійно, а можна найняти водіїв і займатися лише підбором завдань для них, проте гравець може заробляти рейтинг, тільки самостійно перевозячи товари за кермом своєї вантажівки. Наймаючи водіїв гравцеві необхідно купити для них вантажівки, на яких вони будуть працювати. У кожного найманого водія теж є рейтинг, який визначає якість виконання замовлень (чим нижче рейтинг у водія, тим гірше він буде виконувати завдання), при цьому він не може найняти водія з вищим рейтингом, ніж у гравця. Рейтинг у найманих водіїв постійний, ніяк не змінюється в процесі гри. Кількість найманих гравцем водіїв обмежена тільки кількістю доступних в грі найманих водіїв.
У грі існує поліція. За скоєння серйозних аварій, при ігноруванні митниці або вагової станції, поліцейські намагатимуться зупинити гравця. Поліційна машина швидше вантажівки, штраф складатиме $5 000 та пониження рейтингу на 2 одиниці.

## Відгуки
Найбільший і найстарший російськомовний ігровий сайт Absolute Games написав досить негативну рецензію на гру і поставив їй оцінку 61% зі статусом «стерпно».